# Public Suffix List
Public Suffix List (en español: lista de sufijos públicos) es un catálogo de sufijos de todos los nombres de dominio conocidos utilizados en Internet. El término es también conocido con el nombre de dominio de nivel superior efectivo (eTLD). Mozilla Foundation mantiene la lista de sufijos para las políticas de seguridad y privacidad de su navegador web Firefox, aunque está disponible para otros usos bajo la licencia pública de Mozilla (MPL).

## Lista
La lista es utilizada por el navegador Firefox, por Google en los proyectos Chrome y Chromium en determinadas plataformas, y también por Opera. Las versiones futuras de Internet Explorer también utilizan la lista.
Según Mozilla;

Un "sufijo público" es aquel bajo el cual los usuarios de Internet pueden registrar nombres directamente. Algunos ejemplos de sufijos públicos son ".com", ".co.uk" y "pvt.k12.wy.us". La lista de sufijos públicos es una lista de todos los sufijos públicos conocidos.

Aunque "com", "uk" y "us" son dominios de nivel superior (TLD), los usuarios de Internet no siempre pueden registrar el siguiente nivel de dominio, como "co.uk" o "wy.us", ya que estos pueden estar controlados por registradores de dominios. Por el contrario, los usuarios pueden registrar dominios de segundo nivel dentro de "com", como por ejemplo ejemplo.com, porque los registradores solo controlan el nivel superior. La lista de sufijos públicos tiene por objeto enumerar todos los sufijos de dominio controlados por los registradores.
Algunos usos de la lista son:
- Evitar las "supercookies", las cookies HTTP están configuradas para sufijos de nombres de dominio de alto nivel. En otras palabras, una página en foo.ejemplo.co.uk normalmente podría tener acceso a cookies en bar.ejemplo.co.uk, pero ejemplo.co.uk debería estar separado de las cookies en ejemplo2.co.uk, ya que estos dos últimos dominios podrían ser registrados por diferentes propietarios.
- Búsqueda de registros de políticas de DMARC para subdominios de correo electrónico.
- Resaltar la parte más importante de un nombre de dominio en la interfaz de usuario.
- Mejorar la clasificación de las entradas del historial del navegador por sitio.